# Stenalcidia binotata
Stenalcidia binotata là một loài bướm đêm trong họ Geometridae.